# 距離推移グラフ

最大の3-正則距離推移グラフであるビッグス-スミスグラフ

数学のグラフ理論の分野における距離推移グラフ（きょりすいいグラフ、英: distance-transitive graph）とは、任意の距離 i だけ離れた任意の二頂点 v と w と、同じ距離だけ離れた他の任意の二頂点 x と y との間に自己同型（v を x へ、w を y へ写すようなもの）が存在するグラフのことを言う。
距離推移グラフは頂点推移的、対称かつ距離正則である。
距離推移グラフの興味深い点の一つに、それが大きな自己同型群を持つ、というものがある。いくつかの興味深い有限群は、特に直径が 2 であるような距離推移グラフの自己同型群である。
距離推移グラフは、ノルマン・Ｌ・ビッグスと Ｄ・Ｈ・スミスによって 1971年に初めて定義された。彼らは、有限3価（trivalent）な距離推移グラフは 12 種類しか存在しないことを証明した。それらを、次に挙げる：
| グラフ名                  | 頂点数 | 直径 | 内周 | 交差アレイ                        |
| ------------------------- | ------ | ---- | ---- | --------------------------------- |
| 完全グラフ K4             | 4      | 1    | 3    | {3;1}                             |
| 完全2部グラフ K3,3        | 6      | 2    | 4    | {3,2;1,3}                         |
| ピーターセングラフ        | 10     | 2    | 5    | {3,2;1,1}                         |
| 立方体のグラフ            | 8      | 3    | 4    | {3,2,1;1,2,3}                     |
| ヒーウッドグラフ          | 14     | 3    | 6    | {3,2,2;1,1,3}                     |
| パップスグラフ            | 18     | 4    | 6    | {3,2,2,1;1,1,2,3}                 |
| コクセターグラフ          | 28     | 4    | 7    | {3,2,2,1;1,1,1,2}                 |
| トゥッテ-コクセターグラフ | 30     | 4    | 8    | {3,2,2,2;1,1,1,3}                 |
| 正十二面体のグラフ        | 20     | 5    | 5    | {3,2,1,1,1;1,1,1,2,3}             |
| デザルググラフ            | 20     | 5    | 6    | {3,2,2,1,1;1,1,2,2,3}             |
| ビッグス-スミスグラフ     | 102    | 7    | 9    | {3,2,2,2,1,1,1;1,1,1,1,1,1,3}     |
| フォスターグラフ          | 90     | 8    | 10   | {3,2,2,2,2,1,1,1;1,1,1,1,2,2,2,3} |

1969年、ゲオルギー・アデルソンヴェルスキの率いるロシアのグループが、距離正則であるが距離推移的でないグラフが存在することを、独自に示した。そのようなタイプのグラフの内、次数が 3 であるような唯一つのものは、126-頂点のトゥッテ12-ケージである。距離推移的でないような最小の距離正則グラフは、シュリクハンデグラフ（Shrikhande graph）である。3よりも大きい幾つかの次数に対しては、距離推移グラフの完全なリストは知られている。しかし、任意の大きさの頂点次数に対する距離推移グラフの分類については、未解決となっている。
最も簡単な、距離推移グラフの例である漸近族は、超立方体グラフである。その他の族には、folded cube graphや、正方ルークのグラフがある。これら三つの族は全て、任意に高い次数を持つ。